# Neuengammer Durchstich
El Neuengammer Durchstich o canal de connexió Neuengamme és un canal a Neuengamme a la ciutat d'Hamburg a Alemanya. Connecta dos antics braços de l'Elba: el Gose Elbe i el Dove Elbe.

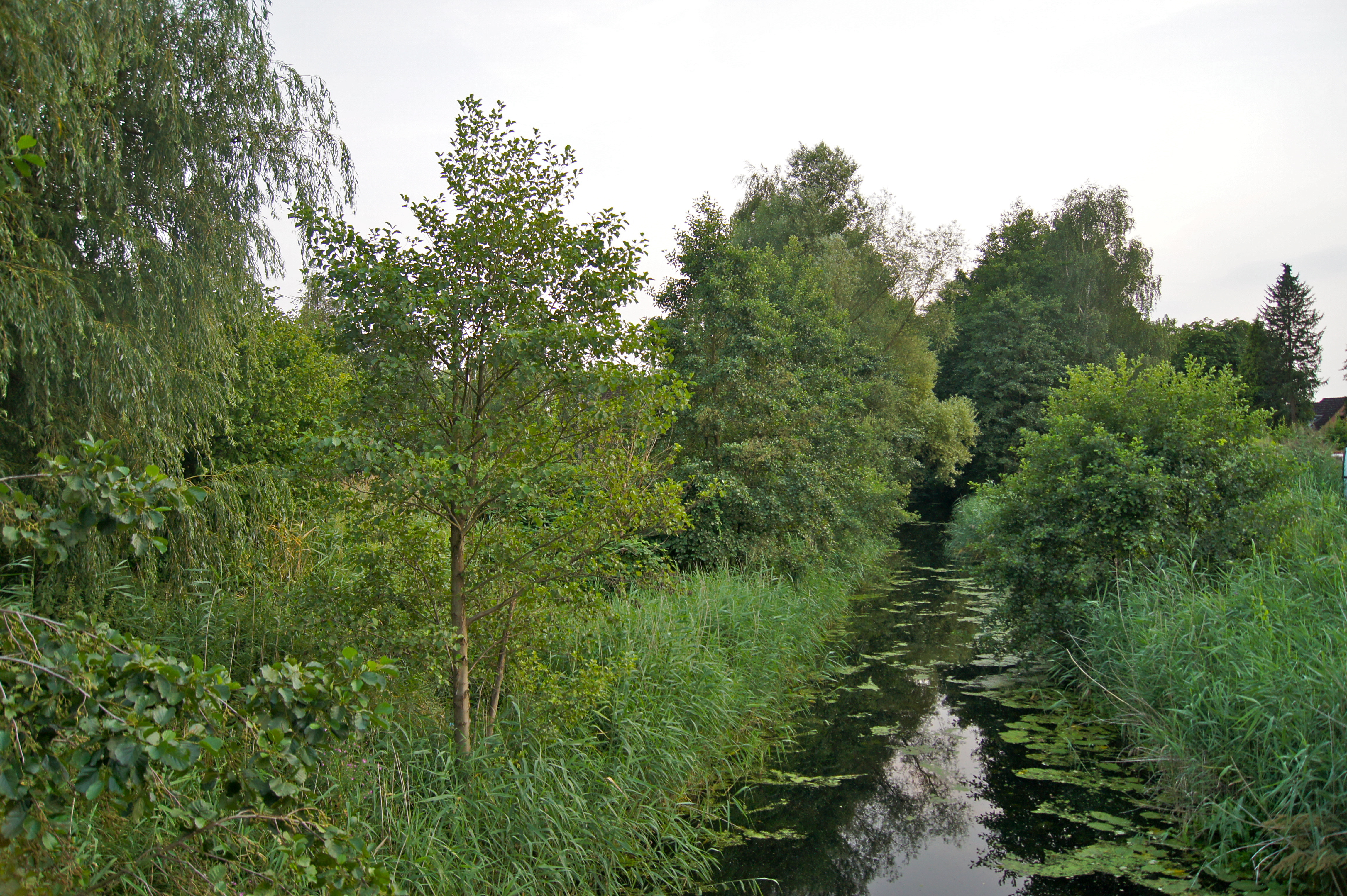
El canal a prop del dic Neuengammer Hausdeich

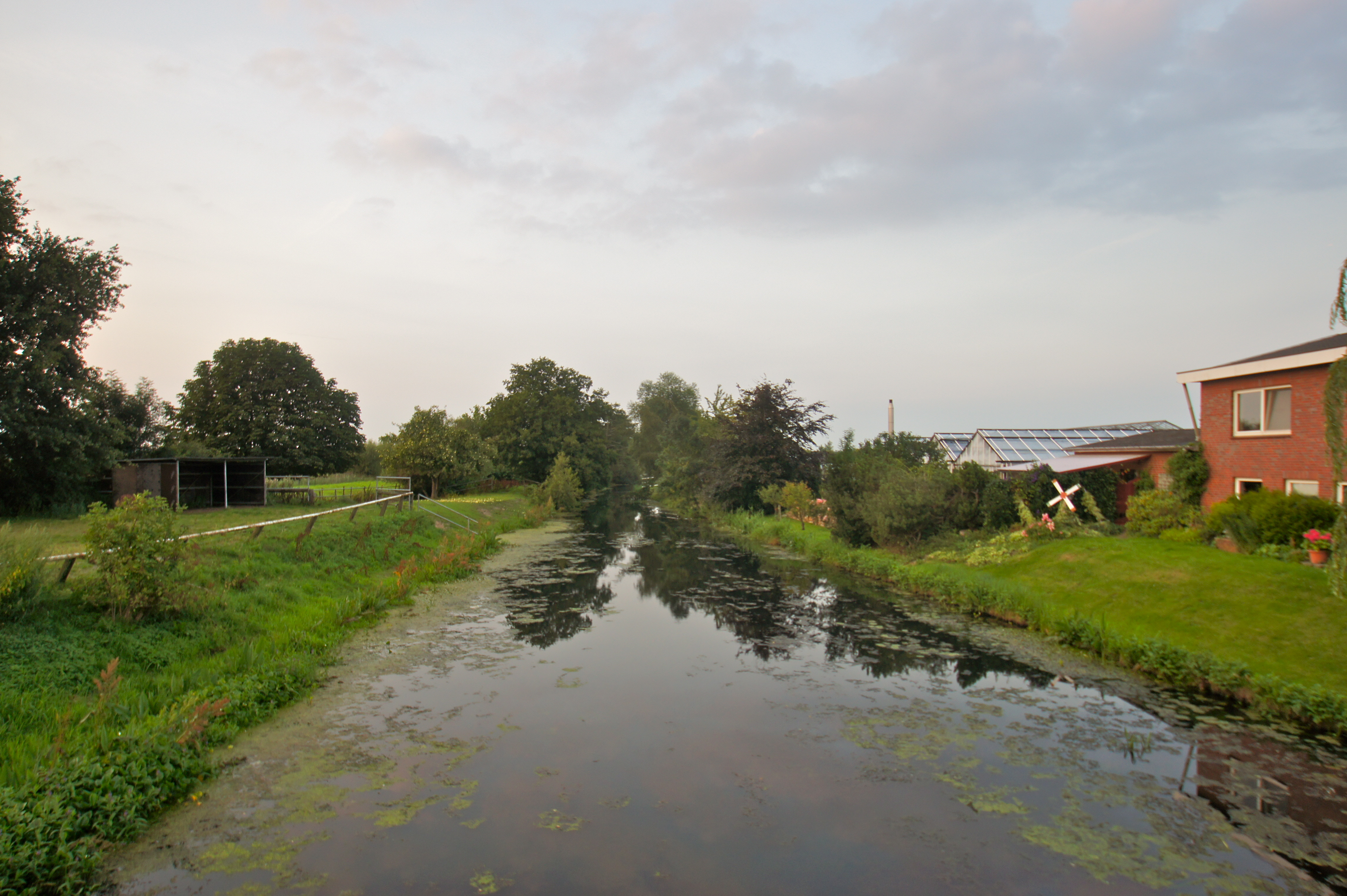
El canal al dic Neuengammer Hinterdeich

El cabal reduït causa una sedimentació fort fins a enllotar quasi tot el canal. És teòricament navegable per a canoes però el calat és molt reduït. El dragatge està projectat, però encara no se sap quan començarà l'obra. Per a connectar les diverses reserves naturals, es projecta de renaturalitzar una banda d'uns 7,5 m a les vies aquàtiques dels Vierlande, però aquesta mesura no concerneix el canal.